# Szántó Dániel
Szántó Dániel (Szombathely, 1989. március 24. –) magyar krimiíró.

## Pályája
Gyerekkorában ifjúsági regényekből (Darren Shan, Harry Potter, Eragon, R. L. Stine) merítette az olvasás iránti szeretetét. Fiatal korában sokat sportolt, számos regionális versenyről éremmel tért haza. Tizennyolc éves korában költözött szülővárosából Budapestre, hogy elkezdje felsőfokú tanulmányait (Budapesti Gazdaságtudományi Egyetem), és innen datálható a krimi műfaj iránti vonzalma. Három évig kollégista volt, főszervezőként részt vett egy országos rendezvénysorozat megalkotásában, majd az államvizsga abszolválása után multinacionális nagyvállalatoknál helyezkedett el. Később két társával saját startup vállalkozást alapított (Tablebook), amit évekkel azután továbbértékesített egy budapesti üzletembernek.
Első regénye Revans címmel 2016-ban jelent meg, mellyel rögtön felkerült a Bookline top 50-es sikerlistájára.

## Művei
- Revans. Atlantic Press, Budapest, 2016
- Az üldözött. Atlantic Press, Budapest, 2017
- Egy pap vallomása. Tudományos kísérlet, vagy egy megszállott elme beteg játéka?; Alexandra, Pécs, 2020
- A hatszög; Alexandra, Pécs, 2021
- Dorian – Tündekard; Alexandra, Pécs, 2022
- A másoló; Alexandra, Pécs, 2023
- A siófoki ragadozó 2024